# Giovanni Battista Zeno
Giovanni Battista Zeno (Veneza, Ca. 1439-1440 - Pádua, 8 de maio de 1501) foi um cardeal do século XV.

## Vida pregressa
Giovanni Battista Zeno nasceu na família de um doge veneziano. Filho de Nicolò Zeno e Elisabetta Barbo, sobrinha do Papa Eugênio IV e irmã do Papa Paulo II. Ele tinha um irmão, Alvise, que morreu antes de seu tio ser elevado ao pontificado. Primo do Cardeal Giovanni Michiel (1468). Seu sobrenome também está listado como Zen. Chamado de Cardeal de S. Maria in Portico ou Cardeal de Vicenza.
Cresceu em Roma com o tio cardeal, mas não obteve nenhuma qualificação, a ponto de correr o risco de não ser admitido no conclave de 1471.
Primicério da basílica patriarcal de S. Marco, Veneza. Cânon do capítulo da basílica patriarcal do Vaticano ca. 1462. Residiu com seu tio, o papa, no Palácio Apostólico do Vaticano. Em 25 de junho de 1467, foi nomeado protonotário apostólico. Em 23 de dezembro de 1467 recebeu a comenda do mosteiro beneditino de S. Stefano a Carrara, diocese de Pádua, e do mosteiro de Mozza, diocese de Áquila, renunciada pelo papa.

## Cardinalato
Criado cardeal-diácono no consistório de 21 de novembro de 1468; publicado no dia seguinte num consistório público no palácio do Vaticano; recebeu o barrete vermelho e a diaconia de S. Maria no Pórtico Octaviae em 22 de novembro de 1468. Partiu para Perugia em 4 de maio de 1469 e retornou a Roma em 9 de dezembro de 1469.

## Episcopado
Eleito bispo de Vicenza em 18 de março de 1470, mas não pôde tomar posse até 1478; ocupou a sé até sua morte. Zeno optou pela ordem de cardeais-presbíteros e pelo título de S. Anastácia, provavelmente em março de 1470. Consagrado pouco depois. Nomeado arcipreste da Basílica Patriarcal do Vaticano em agosto de 1470. Em 5 de setembro de 1470, renunciou à comenda do mosteiro beneditino de Assis, diocese de Soissons. Recebeu a comenda do mosteiro beneditino de Saint-Ambroix, diocese de Langres. Abade comendatário do mosteiro de S. Zenone, Verona.
O Cardeal de Vicenza participou do conclave de 1471, que elegeu o Papa Sisto IV. Abade comendatário do mosteiro beneditino de S. Eustachio di Nervesa, diocese de Treviso, agosto de 1471, que havia sido ocupada até então pelo novo Papa. Em 9 de junho de 1477, foi nomeado legado a latere em Veneza; ele deixou Roma para sua legação em 22 de agosto; foi para Vicenza e depois para Veneza; retornou a Roma em 18 de dezembro do mesmo ano e foi recebido em consistório público. Promovido a ordem dos cardeais-bispos e a sé suburbana de Frascati em 8 de outubro de 1479. Eleito camerlengo do Sagrado Colégio dos Cardeais, de 7 de janeiro de 1480 a 8 de janeiro de 1481; como camerlengo, recebeu em seu palácio o juramento do novo secretário do Sagrado Colégio dos Cardeais Giangiacomo Sclafenati em 3 de julho de 1480. Legado em Perugia e Úmbria durante o pontificado do Papa Sisto IV.
Participou do conclave de 1484, que elegeu o Papa Inocêncio VIII. Deixou Roma em janeiro de 1486. Abade comendatário do mosteiro beneditino de S. Spirito, Ravena, 6 de março de 1491; renunciou à comenda em 2 de fevereiro de 1492. Participou do conclave de 1492, que elegeu o Papa Alexandre VI. Em 2 de janeiro de 1493 renunciou à comenda do mosteiro cisterciense de Rueda, diocese de Huesca. Ele era de caráter irrepreensível. Construiu ou reparou várias igrejas em Roma, Verona e Cremona. Ele se retirou para Pádua.
Cardeal Giovanni Battista Zeno morreu em Pádua em 8 de maio de 1501, ao meio-dia, envenenado. O corpo foi trasladado para Veneza e sepultado na basílica patriarcal de S. Marco; em 1506, o Senado veneziano mandou construir uma capela especial para ele; na capela Zenão, encontra-se um monumento artístico em bronze adornado com figuras representando as virtudes da fé, da esperança, da caridade, da piedade e da munificência. Deixou 200.000 ducati à República de Veneza com a condição de que todos os anos fosse celebrado um funeral solene pelo seu repouso eterno; ele também deixou 50.000 escudos para obras piedosas; o Doge e o Senado venezianos costumavam participar do funeral.